# Andrijivka (okres Užhorod)
Andrijivka, česky a slovensky také Andrašovce, ukrajinsky Андріївка, do roku 1946 Андра́шовці, maďarsky Andrásháza, je část obce Irljava, v seredňanské územní komunitě, v okrese Užhorod v Zakarpatské oblasti Ukrajiny. V roce 2025 zde žilo 280 obyvatel.

## Historie
V písemných pramenech je ves známá pod názvy „Andreaswagas“, „Andrasocz“ . Tyto prameny uvádějí, že existovala již před rokem 1417, kdy byla poprvé zmíněna. Dřívější názvy jsou: také Andrášovci (tento název je nadále hovorově používán místními obyvateli), Andrašovce, Andrásoc, Andrásháza.
Do uzavření Trianonské smlouvy byla ves součástí Uherska, poté byla pod názvem Andrašovce součástí Československa. Během druhé světové války, v období let 1939 až 1944, byla součástí Maďarského království. Od roku 1945 byla součástí Ukrajinské sovětské socialistické republiky, která byla součástí Sovětského svazu; nakonec od roku 1991 je součástí samostatné Ukrajiny.
Na území vsi se dochovaly zbytky starého dolu na železnou rudu.